# Andrew Francis

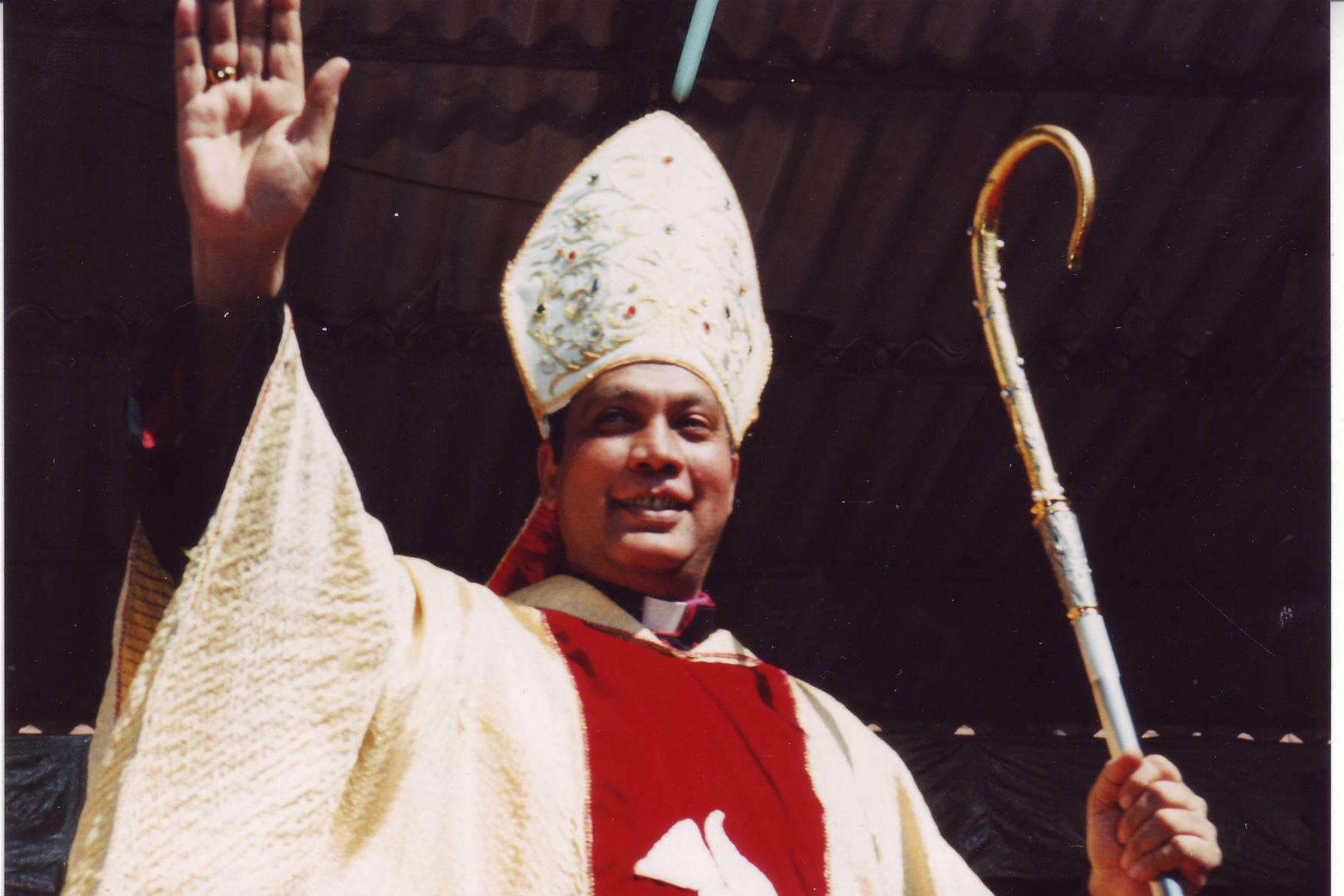
Andrew Francis (2017)

Andrew Francis (* 29. November 1946 in Adah, Pakistan; † 6. Juni 2017 in Lahore, Pakistan) war ein römisch-katholischer Geistlicher und Bischof von Multan.

## Leben
Andrew Francis, ein Panjabi, studierte am Christ the King Seminary in Karatschi und empfing die Priesterweihe am 10. Januar 1972.
Papst Johannes Paul II. ernannte ihn am 3. Dezember 1999 zum Bischof von Multan in der pakistanischen Provinz Punjab. Die Bischofsweihe spendete ihm am 26. Februar 2000 in Lahore Erzbischof Alessandro D’Errico, Apostolischer Nuntius in Pakistan; Mitkonsekratoren waren Simeon Anthony Pereira, Erzbischof von Karatschi, und Joseph Coutts, Bischof von Faisalabad. Sein Wahlspruch lautete Veni Creator Spiritus! („Komm, Schöpfer Geist!“). Am 13. Juni 2014 nahm Papst Franziskus seinen vorzeitigen Rücktritt an.

## Wirken
Andrew Francis war Mitglied des Päpstlichen Rates für den interreligiösen Dialog, der Internationalen Kommission für Englisch in der Liturgie (ICEL) und der Minderheitenkommission der pakistanischen Regierung. 
Andrew Francis war Vorsitzender des Centre for Legal Aid, Assistance, and Settlement (CLAAS), einer Menschenrechtsorganisation, die sich um den Rechtsschutz für Opfer des Blasphemie-Gesetze in Pakistan kümmert. Das Zentrum betreibt unter anderem das Apna Gah in Lahore, ein Frauenhaus für christliche und muslimische Mädchen.
Als Beauftragter der pakistanischen Bischofskonferenz für den interreligiösen und interkonfessionellen Dialog und engagierte sich insbesondere unter Berücksichtigung des nahen Krieges in Afghanistan seit 2001 für die Aussöhnung von Christen, Muslimen und Hindus. Dazu hatte er über 40 Schulen aufgebaut, auf denen Kinder aller Religionen unterrichtet werden und eine tägliche Mahlzeit erhalten.
Andrew Francis unterhielt zahlreiche persönliche Beziehungen nach Deutschland und Österreich.
Andrew Francis überlebte 1996 ein Attentat in Lahore. Nach einem Autounfall 2013 war er gelähmt und auf einen Rollstuhl angewiesen.